# Act Tower
Act Tower (アクトシティ浜松?) es un rascacielos situado en Hamamatsu, Prefectura de Shizuoka, en la zona central de Japón. Fue diseñada por el arquitecto Nihon Sekkei.

## Características
El edificio fue diseñado para parecerse a una armónica, pues Hamamatsu es la sede de empresas fabricantes de productos musicales como Yamaha, Roland, Kawai y Tokai. Con 212 metros de altura y 45 plantas, es el más alto de Hamamatsu, y el más alto del país fuera de las áreas metropolitanas de Tokio, Osaka y Nagoya. Fue construido en 1994, y alberga el Hotel Okura City en sus 17 plantas superiores, así como una plataforma de observación en su última planta. Se encuentra adyacente a la estación Hamamatsu de tren.